# Montanoceratops
Montanoceratops ist eine Gattung der Vogelbeckensaurier (Ornithischia) aus der Gruppe der Ceratopsia, innerhalb derer er zu den Leptoceratopsidae gerechnet wird.

## Merkmale
Mit rund 3 Metern Länge war Montanoceratops einer der größten Vertreter der Leptoceratopsidae. Sein Kopf war wie bei vielen Ceratopsia vergrößert und durch das Nackenschild charakterisiert, das aus Scheitel- und Schuppenbein gebildet wurde. Die aus dem Rostralknochen und dem Praedentale gebildete Schnauze war schmal, die Zähne an eine pflanzliche Ernährung angepasst. Das Nasenbein trug ein Horn, ähnlich dem vieler Ceratopsidae.

## Entdeckung und Benennung
Die fossilen Überreste von Montanoceratops wurden im US-Bundesstaat Montana entdeckt, daneben gibt es auch Funde aus Alberta (Kanada). Brown und Schlaikjer beschrieben sie 1942 zunächst als Angehörigen der Gattung Leptoceratops, erst 1951 klassifizierte sie Sternberg als eigene Gattung. Einzig bekannte Art ist M. cerorhynchus. Der Gattungsname setzt sich aus dem Fundort (Montana) und dem griechischen keratops (=„Horngesicht“), einem häufigen Namensbestandteil der Ceratopsia zusammen. Die Funde werden in die späte Oberkreide (frühes Maastrichtium) auf ein Alter von 72 bis 69 Millionen Jahre datiert.

## Systematik
Montanoceratops ist neben Leptoceratops der am besten bekannte Vertreter der Leptoceratopsidae, einer in der Oberkreide vorwiegend oder sogar ausschließlich in Nordamerika verbreiteten Dinosauriergruppe.